# Чойбалсан (місто)
Чойбалса́н (монг. Чойбалсан) — четверте за величиною місто Монголії, адміністративний центр Східного (Дорнодського) аймаку. Місто розташоване на річці Керулен на висоті 747 метрів над рівнем моря.

## Географія
Місто Чойбалсан знаходиться на відстані 655 км від столиці Улан-Батора, територія міста займає площу 28,3 тисячі га, протяжність понад 20 км.

### Клімат
| Клімат Чойбалсана                          | Клімат Чойбалсана | Клімат Чойбалсана | Клімат Чойбалсана | Клімат Чойбалсана | Клімат Чойбалсана | Клімат Чойбалсана | Клімат Чойбалсана | Клімат Чойбалсана | Клімат Чойбалсана | Клімат Чойбалсана | Клімат Чойбалсана | Клімат Чойбалсана | Клімат Чойбалсана |
| Показник                                   | Січ.              | Лют.              | Бер.              | Квіт.             | Трав.             | Черв.             | Лип.              | Серп.             | Вер.              | Жовт.             | Лист.             | Груд.             |                   |
| Абсолютний максимум, °C                    | 1,3               | 8,4               | 21,4              | 29,5              | 36,8              | 41,2              | 39,1              | 38,3              | 31,6              | 28,0              | 15,2              | 3,5               |                   |
| Середній максимум, °C                      | −14,4             | −10,7             | −0,5              | 10,5              | 19,0              | 24,9              | 26,6              | 24,4              | 18,0              | 8,8               | −3,4              | −11,8             |                   |
| Середня температура, °C                    | −20,5             | −17,7             | −7,8              | 2,6               | 11,3              | 17,6              | 19,8              | 17,9              | 10,6              | 1,5               | −9,8              | −17,6             |                   |
| Середній мінімум, °C                       | −25,5             | −23,9             | −14,8             | −4,1              | 3,8               | 10,8              | 14,4              | 12,1              | 4,9               | −4,2              | −15,2             | −22,7             |                   |
| Абсолютний мінімум, °C                     | −41,6             | −38,3             | −36,6             | −20,3             | −8,7              | 0,5               | 4,4               | 2,1               | −6                | −20,3             | −29,9             | −36,4             |                   |
| Середня кількість сонячних годин на місяць | 198,5             | 212,0             | 266,1             | 264,0             | 294,9             | 307,3             | 297,9             | 287,1             | 258,2             | 239,2             | 199,5             | 177,6             |                   |
| Норма опадів, мм                           | 1.6               | 1.9               | 2.9               | 6.3               | 14.4              | 39.0              | 57.4              | 43.3              | 27.2              | 7.7               | 3.3               | 2.6               |                   |
| Днів з опадами                             | 0,6               | 1,0               | 0,7               | 1,6               | 3,2               | 5,7               | 8,7               | 8,1               | 4,6               | 1,6               | 1,1               | 0,9               |                   |
| ------------------------------------------ | ----------------- | ----------------- | ----------------- | ----------------- | ----------------- | ----------------- | ----------------- | ----------------- | ----------------- | ----------------- | ----------------- | ----------------- | ----------------- |
| Джерело: NOAA (1961-1990)                  |                   |                   |                   |                   |                   |                   |                   |                   |                   |                   |                   |                   |                   |

## Історія
1826 — з ініціативи князя Мінжуурдоржа був закладений фундамент будівлі Адміністрації ходуна і релігійної діяльності. Згодом, у 1923 році за постановою Народного уряду став центром Баянтумен Хан-уул Ходуна з 1931 року центром Баянтуменського аймаку (області).
Після утворення міста Баян-тумен з 1923 року були відкриті освітні та культурні установи, організована транспортна мережа, відкриті банки, установи зв'язку, пошта, артілі, розвивалась торгівля, нафтові бази а також кооперативи, вугільний кар'єр Баянбулаг, кінний корпус тощо.
З 1960 по 1990 роки створені Адунчулунський вугільний кар'єр, ТЕС, млин, харчовий, килимовий та м'ясокомбінат, комбінат з переробки шерсті, геологорозвідувальна експедиція, будівельний трест, авторемонтний завод, управління постачання нафти, управління торгівлі та заготівлі сировини і установи комунального господарства.
1939 року місто бомбардували японські війська, через місто в роки ІІ Світової війни проходили радянсько-монгольські війська які йшли на Халхин-Гол.

### Назва
До 1921 року називався Сан-Бейсе, згодом його перейменували в Баянтумен (Баян-Тумен). Назва походить від монг. Баян — «багатий», тумен — букв. «10 тисяч», у минулому це також означало військовий підрозділ з 10 тисяч воїнів, а також території (область, округ) на якій формувалась ця одиниця, тобто Баян-Тумен — багата область.

1941 року місто перейменували на честь монгольського комуністичного діяча Хорлоґійна Чойбалсана.
Хорлогійн Чойбалсан народився 8 лютого 1895 року у Східному (Дорнод) аймаку Монголії. Один з засновників Монгольської народно-революційної партії (1921), Комуністичної партії Монголії (з 1930-х років до своєї смерті 26 січня 1952 року).

## Влада
Вищим державним органом міста є Хурал Народного Представництва сомона (округу) Верлен. Виконавчим органом є міська Адміністрація. Очолюють Хурал Народного Представництва — голова, а виконавчого округу — голова Адміністрації сомону Верлен та мер міста Чойбалсан. Місто Чойбалсан включає 10 адміністративних одиниць.

## Населення
Кількість населення становить 41 тисячу осіб. З них 64,5 % складає економічно активне населення, 29,9 % — діти віком до 16 років, 5,6 % — люди віком понад 60 років. Понад 40 % мешканців живуть у квартирах з інженерними комунікаціями, а решта — в приватних будинках та юртах.

## Економіка

### Промисловість
Легка, харчова, виробництво будівельних матеріалів, ТЕЦ. Поблизу міста здійснюється видобуток флюориту (Берх).

### Сільське господарство
В околицях Чойболсана інтенсивно розвивається тваринництво. Чисельність поголів'я худоби складає 122 тисячі голів, з них 10,5 % складає худоба господарських організацій, решта — приватних господарств. Ведеться робота по інтенсивному розвитку тваринництва м'ясного та молочного напрямків.

### Торгівля, готелі, банки
У місті створено нові готельні комплекси «East palace», «Болор», «Түшиг» та бізнес центр «Херлен Номін». Будуються нові мікрорайони «Бумбат», «Містечко шахтарів».
У місті працює філія Монгольського центрального банку, 6 банків, 5 небанківських фінансових установ понад 800 відділень торгівлі та обслуговування населення.

## Транспорт
Залізницею місто пов'язане з Транссибірською магістраллю(Росія). У місті існує Баянтуменська залізниця. По залізниці йде на експорт цинк, вугілля та залізна руда в Росію, Китай та інші країни.
У 30 кілометрах від центру міста розташовано аеропорт. В аеропорту працюють літаки двох авіакомпаній. Код ІСАО: ZMCD. Він обслуговує 60 пасажирів на годину, довжина посадочної смуги становить 2,8 км (бетонний майданчик шириною 40 м з великою вантажопідйомністю). Міжнародна авіалінія «Чойбалсан-Хайлар» створює умова для залучення іноземних туристів.

## Культура
У Чойбалсані є Музично-драматичний театр. Завжди багатолюдна площа «Залуус» (молодь), квітковий сад — озеро Буддійського бога «Бурхан Будда», Палац боротьби та Дитячий центр, які відкривають великі можливості для дозвілля молоді.

### Освіта
У місті працює вищий навчальний заклад — інститут Східна Монголія, Центр професійної освіти і професійне техніко-технологічне училище яке готує молодь за 27 спеціальностями, у тому числі за професіями гірничо-збагачувальної та нафтової промисловості, де навчається понад 2500 студентів.

### Пам'ятники, музеї
У місті є музей історії та природи, художня галерея. Також у Чойболсані встановлено пам'ятник матері Чингісхана Борто Ужин. Місто має велику кількість пам'ятників радянським та монгольським діячам, військовим, зокрема маршалу Х. Чойболсану, народному письменнику Ц. Дамдинсурену, льотчику М. Гастелло, будинок-музей маршала Г. Жукова.

## Охорона здоров'я
У місті працює Лікувально-діагностичний центр, 6 приватних лікарень, 11 аптек, Центр народної медицини, 3 сімейні поліклініки, загалом понад 20 медичних установ в яких працює понад 900 лікарів та медичних працівників.

## Перспективи
Концепцією Генерального плану розвитку міста до 2020 року передбачено будівництво нового драматичного театру, спортивного комплексу, дитячого садка, Палацу урочистих подій . Також планується будівництво нової залізничної магістралі «Чойбалсан-Сайншанд» довжиною 600 км, яка з'єднає Чойбалсан з Китаєм, а також швидкісної автомагістралі завдовжки 330 км між Чойбалсаном та сусіднім Хентійським аймаком.

## Уродженці Чойбалсана
Юрій Сенкевич (4 березня 1937, Баян-Тумен —2003) — російський вчений-медик і телеведучий, ведучий телепередачі «Клуб мандрівників».

## Міста-побратими
- Чита (РФ)